# Ice Bucket Challenge
L'Ice Bucket Challenge (en anglès "Repte del Cub de Gel"), també conegut com a ALS Ice Bucket Challenge és una campanya publicitària solidària que intenta conscienciar sobre l'esclerosi lateral amiotròfica (ELA, o ALS per les seves sigles en anglès) i promoure donacions per la recerca, una malaltia degenerativa progressiva que ataca les neurones motores.
El repte desafia els participants a ser filmats mentre s'aboca una galleda d'aigua glaçada sobre els seus caps, i després convidar a un màxim de tres coneguts a fer el mateix. Aquestes persones tindran 24 hores per a complir el repte. A canvi de participar en el joc, la persona ha de fer una donació a una associació caritativa. En una altra versió, si la persona desafiada completa el repte ha de donar 10 dòlars a l'obra caritativa, si no, n'ha de pagar 100.

## Origen
Els orígens de la idea d'abocar aigua freda sobre el cap per a recaptar diners per a la caritat no són clars i s'han atribuït a diverses fonts. Des de mitjans de 2013 fins a principis de 2014, un desafiament d'origen desconegut, anomenat sovint "Cold Water Challenge", es tornà popular en els mitjans de comunicació social en zones del nord dels Estats Units. La tasca implicava l'opció de donar diners per a la investigació del càncer o la d'haver de saltar a l'aigua freda.

## Èxit del repte
El Repte del Cub de Gel va ser una campanya reeixida. Amb una combinació de la competitivitat, el narcisisme dels mitjans de comunicació social i la facilitat d'accés al repte van donar lloc als més de 2,4 milions de vídeos amb l'etiqueta que circulen pel Facebook. Tot i que el 40-50% dels nous donants són propensos a fer una sola donació, el Desafiament va instigar un gran nombre de persones, de vídeos i de donacions. El desafiament també es va beneficiar d'un equilibri únic d'interès de masses i d'identificació individual. D'altra banda, els vídeos són sovint entretinguts. Malgrat l'èxit de màrqueting, els crítics suggereixen que la facilitat de repetir el desafiament no augmenten la consciència del que realment fa que la malaltia i de per què és tan perjudicial.

## Crítica
Un nombre de crítiques ha sortit relacionada a la campanya, acusant-la de ser autocomplaent, i de focalitzar-la més en la diversió que no pas en la donació de diners a la caritat.